# Imagination Movers
Gli Imagination Movers sono una rock-band di New Orleans. Il gruppo ha scritto diversi album che hanno riscosso un discreto successo negli Stati Uniti d'America ed anche alcuni DVD.
Imagination Movers è anche il titolo di uno show televisivo che ha come protagonista l'omonima band. Lo show è stato messo in onda sul canale televisivo Playhouse Disney. In ognuna delle puntate, da 30 minuti, la band lavora all'interno della "Idea Warehouse" per cercare uno spunto creativo, un'idea originale e risolvere così un problema.
In ogni episodio, 'l'emergenza di idee' li porta in diversi luoghi (un giardino, una fattoria, sul palco di un concerto) e faranno divertire i più piccoli con un loro video musicale della band, ricco di energia e dal ritmo contagioso. Spesso vengono aiutati dalla loro mascotte, Topo di magazzino, presente in tutte le puntate dello show.
L'obiettivo della serie è di stimolare la capacità creativa dei bambini e soprattutto, sviluppare la loro abilità nella soluzione di semplici problemi.

## Personaggi
- Rich Collins: È il batterista della band.
- Scott Durbin: È un membro della band che porta sempre degli occhiali che se si avviano vedono tutto quello che si vuole vedere. Suona il mandolino e la tastiera.
- Dave Poche: È il bassista della band che possiede un cappello magico nel quale dentro ci sono sempre le cose che servono per risolvere i problemi.
- Scott "Smitty" Smith: È il chitarrista della band che possiede un diario dal quale volano tutti gli oggetti che vengono pensati per risolvere un problema.
- Topo del Magazzino: È il topo proprietario del magazzino della band alla quale si diverte a fare sempre scherzi. È un golosone di formaggio.
- Nina: È la nipote di Knit Knots e migliore amica della band che spesso assiste ai problemi con loro.
- Knit Knots: È il proprietario del magazzino accanto alla band che non tollera perché quando lavorano fanno sempre troppo rumore e disturbano il suo lavoro. È un appassionato di noia. Il suo colore preferito è il beige.

## Voce italiano
- Francesco Pezzulli - Rich (dialoghi)
- Daniele Vit - Rich (canto)
- Riccardo Niseem Onorato - Scott (dialoghi)
- Valerio Calisse - Scott (canto)
- Alessandro Quarta - Smitty (dialoghi)
- Giacomo Vitullo - Smitty (canto)
- Simone Crisari - Dave (dialoghi)
- Fabrizio Palma - Dave (canto)
- Marco Baroni - Warehouse Mouse
- Monica Vulcano - Nina
- Perla Liberatori - Princess Florrie
- Oliviero Dinelli - Knit Knots
- Paola Valentini - Voicemail
- Domitilla D'Amico - Princess Dee

## Episodi
| Numero | Titolo Originale       | Messa in onda (USA) |
| ------ | ---------------------- | ------------------- |
| 1      | No Noise Is Good Noise | September 6, 2008   |
| 2      | The Tooth Hurts        | September 6, 2008   |
| 3      | Bad Hair Day           | September 8, 2008   |
| 4      | A Puppy Problem        | September 9, 2008   |
| 5      | Body Language          | September 10, 2008  |
| 6      | Super Goop             | September 11, 2008  |
| 7      | Heavy Reading          | September 12, 2008  |
| 8      | It's A Breeze          | September 13, 2008  |
| 9      | A Bee Story            | September 15, 2008  |
| 10     | The Un-Party           | September 17, 2008  |
| 11     | Too Cool               | September 18, 2008  |
| 12     | Sneeze and Thank You   | September 20, 2008  |
| 13     | Bucket of Trouble      | September 22, 2008  |
| 14     | Finders Key-pers       | September 27, 2008  |
| 15     | Wayne Dance            | October 4, 2008     |
| 16     | Hiccups                | October 11, 2008    |
| 17     | All Broken Up          | October 18, 2008    |
| 18     | Big Pumpkin Problem    | October 25, 2008    |
| 19     | Have a Ball            | November 8, 2008    |
| 20     | Knit Knots Gets Stuck  | November 22, 2008   |
| 21     | Present Problem        | December 6, 2008    |